# Rama rama
Rama rama es una especie de pez actinopeterigio de agua dulce, la única del género monotípico Rama de la familia de los bágridos.
La palabra «rama» procede del nombre local de este pez en su área de distribución.

## Distribución y hábitat
Se distribuye por ríos y aguas estancadas en la cuenca fluvial del río Brahmaputra, en la India. Son peces de agua dulce tropical, de hábitat tipo demersal.